# Constancio Gambel
Constancio Gambel y Aybar (f. 1889) fue un político español, diputado a Cortes y gobernador civil de las provincias de Huesca y Gerona.

## Biografía
Descrito en los inicios de la Restauración como un «antiguo militar», había sido diputado a Cortes por Barbastro en las postrimerías del reinado de Isabel II, entre 1864 y 1865, Desempeñó el cargo de gobernador civil, entre otras, de la provincia de Gerona, que abandonó en febrero de 1876 para ocupar escaño de diputado a Cortes por el distrito leridano de la Seo de Urgel y de la provincia de Huesca, en 1866 y 1881. Fue electo senador por la provincia de Huesca, pero al parecer no habría llegado a jurar el cargo. Falleció en la localidad oscense de Barbastro en 1889, el martes 9 de abril.